# Hughes Aircraft
La Hughes Aircraft Company è stata una società aerospaziale e un'industria della difesa statunitense fondata nel 1932 dal regista e produttore cinematografico, nonché appassionato aviatore, Howard Hughes. La sede della compagnia era a Culver City, in California, e originariamente costituiva una specifica divisione della Hughes Tool Company.
La società è conosciuta per la produzione, fra gli altri velivoli, dello Hughes H-4 Hercules, il velivolo con l'apertura alare più grande di sempre, e per aver collaborato alla costruzione della sonda Galileo e del missile AIM 4 Falcon.
Nel 1985 la società è stata rilevata da General Motors Corporation dallo Howard Hughes Medical Institute, passando sotto il controllo della GM Hughes Electronics, poi DirecTV, fino a quando - nel 1997 - GM ha ceduto i suoi beni alla Raytheon Company.
Durante la seconda guerra mondiale la compagnia progettò diversi prototipi di aeromobile all'aeroporto privato Hughes di Westchester, presso Los Angeles, fra cui lo Hughes H-4 Hercules, conosciuto con il nomignolo di Spruce Goose, lo H-1 Racer, il D-2 e l'XF-11. Gli hangar dello Hughes Airport vennero utilizzati tuttavia anche da altre compagnie di progettazione. Ad inizio del conflitto mondiale la Hughes Aircraft aveva solo quattro dipendenti occupati a tempo pieno, numero che sarebbe però salito a fine guerra a 80 000 unità.

## Hughes Electronics Corporation

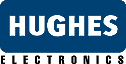
Logo della Hughes adottato dopo la acquisizione da parte della General Motors

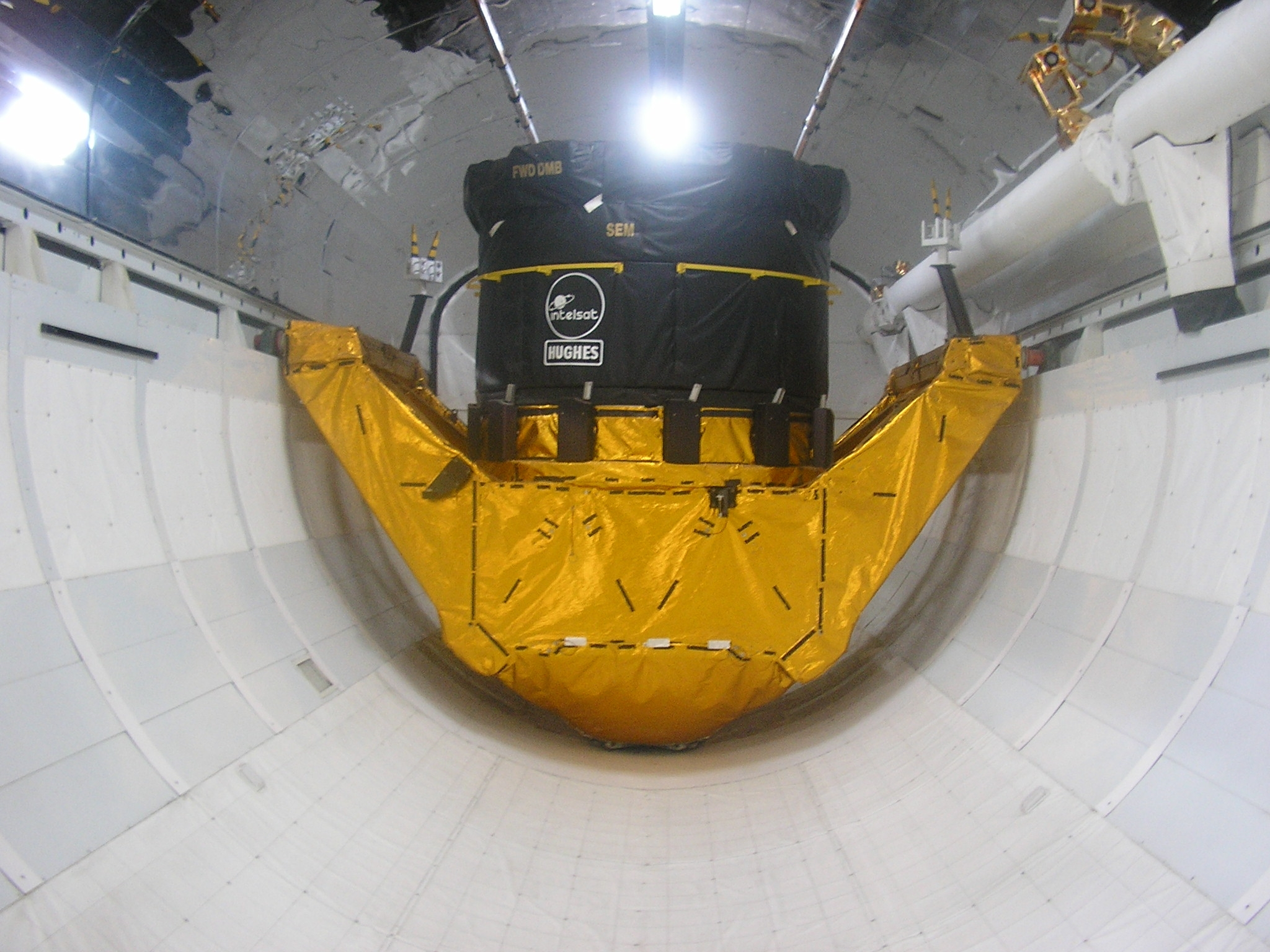
Modello di un booster per satelliti della Hughes all'interno dello Space Shuttle Explorer (simile a quello lanciato dalla missione STS-49)

Il 5 giugno 1985 venne dato l'annuncio ufficiale che la General Motors era risultata vincitrice dell'asta durata cinque mesi per l'acquisto con offerte segrete della Hughes Electronics Corporation. Tra gli altri concorrenti vi erano la Ford Motor Company e la Boeing. L'acquisizione fu completata il 20 dicembre 1985 per un ammontare complessivo di 5,2 miliardi di dollari di cui 2,7 miliardi in contanti e il resto con 50 milioni di azioni classe H della General Motors.
Il 31 dicembre 1985 la General Motors fuse la Hughes Aircraft con la sua Delco Electronics per creare la Hughes Electronics Corporation come sussidiaria indipendente. Il gruppo risultante, all'epoca consisteva in: Delco Electronics Corporation, Hughes Aircraft Company e Hughes Space and Communications Company.
Nell'agosto del 1992, la Hughes Aircraft completò il processo di acquisizione della divisione missilistica della General Dynamics spendendo 450 milioni di dollari. Con questa operazione, nel parco prodotti della Hughes entrarono a far parte: il missile cruise Tomahawk, l'Advanced Cruise Missile, il missile RIM-66 Standard, il missile Stinger, il sistema d'arma Phalanx e il Rolling Airframe Missile.
Nel 1994 la Hughes Electronics lanciò la DirecTV, il primo sistema mondiale di Direct broadcast satellite (DBS). Nel 1995 la divisione Hughes Space and Communications della Hughes Electronic divenne il più grande fornitore mondiale di satelliti commerciali. Nel 1995 il gruppo comprò la Magnavox Electronic Systems dal gruppo Carlyle. La Hughes Electronics e PanAmSat si accordano per fondere i propri servizi relativi ai satelliti geostazionari in una nuova società a capitale con azionariato diffuso che mantiene il nome PanAmSat e con la Hughes Electronics che detiene il pacchetto di maggioranza.
Nel 1995, la Hughes Aircraft vende la sua divisione di saldatura componenti su substrati (die bonder) a un gruppo di investitori con a capo la Citicorp, che incorpora la divisione come  Palomar Technologies.. Nel 2008, la Citicorp vende la divisione al suo gruppo dirigente.
Nel 1997 la General Motors trasferì la Delco Electronics nella sua divisione Delphi Automotive Systems. In seguito, nel corso dell'anno, la Hughes Aircraft fu venduta alla Raytheon per 9,5 miliardi di dollari. Le restanti società rimasero sotto la denominazione Hughes Electronics nell'ambito della General Motors.
Nel 2000, la Boeing Company ha comprato tre unità della Hughes Electronics Corp.: la Hughes Space and Communications Co., la Hughes Electron Dynamics e la Spectrolab Inc., oltre alle quote di proprietà della Hughes Electronics nella HRL, il principale laboratorio di ricerca del gruppo. Le quattro unità acquisite vennero unite alla Boeing Satellite Systems, una società sussidiaria, in seguito divenuta Satellite Development Center, parte della Boeing Integrated Defense Systems.
Nel 2003, le rimanenti parti della Hughes Electronics: DirecTV, DirecTV Latin America, PanAmSat e Hughes Network Systems furono comprate dalla General Motors su iniziativa della NewsCorp e rinominate The DirecTV Group.

## Cronologia
- 1932: Howard Hughes crea la Hughes Aircraft Company come divisione della Hughes Tool Company.
- 1948: Hughes crea l'Aerospace Group all'interno della compagnia, diviso in:
  - Hughes Space and Communications Group
  - Hughes Space Systems Division
- 1953: Viene fondato lo Howard Hughes Medical Institute (HHMI) e la Hughes Aircraft viene riformata come sussidiaria della fondazione. L'Internal Revenue Service statunitense tenta di dimostrare, senza riuscirci, che la fondazione non può essere considerata benefica e quindi esente da tasse.
- 1955: Hughes crea la sua divisione elicotteri dal nome Aircraft Division
- 1960: Il primo laser viene prodotto agli Hughes Research Laboratories, da Theodore Maiman
- 1961: Viene creata la Hughes Space and Communications Company unendo insieme lo Hughes Space and Communications Group e la Hughes Space Systems Division. Gli Hughes Research Laboratories completano il loro trasferimento a Malibu.
- 1972: Hughes vende la tool division della Hughes Tool Company. I suoi interessi si spostano sulla holding di recente formazione, la Summa Corporation. La Summa controlla la Toolco Aircraft, le proprietà di Hughes e altre società.
- 1976: La Toolco Aircraft diventa Hughes Helicopters
- 1976: Howard Hughes muore all'età di 70 anni senza lasciare un testamento
- 1984: La Summa Corporation vende la Hughes Helicopters alla McDonnell Douglas per 500 milioni di dollari; verrà presto rinominata McDonnell Douglas Helicopters.
- 1984: La Delaware Court of Chancery nomina otto curatori allo Howard Hughes Medical Institute; questi decidono di vendere la Hughes Aircraft.
- 1985: L'HHMI vende la Hughes Aircraft alla General Motors per 5,2 miliardi di dollari. La società viene fusa con la Delco Electronics già della General Motors per formare la Hughes Electronics. Del nuovo gruppo fanno parte:
  - Delco Electronics Corporation
  - Hughes Aircraft Company
  - Hughes Space and Communications Company
  - Hughes Network Systems
  - DirecTV
- 1987: La Hughes Aircraft Company acquisisce la M/A-COM Telecommunications, per formare lo Hughes Network Systems
- 1994: Hughes Electronics presenta sul mercato la DirecTV
- 1995: Hughes Space and Communications Company diventa il più grande fornitore mondiale di satelliti artificiali per uso commerciale.
- 1995: La Hughes Electronics acquisisce la Magnavox Electronic Systems dal Carlyle Group
- 1996: La Hughes Electronics e PanAmSat si accordano per fondere i propri servizi relativi ai satelliti geostazionari in una nuova società a capitale con azionariato diffuso che mantiene il nome PanAmSat e con la Hughes Electronics che detiene il pacchetto di maggioranza.
- 1997: La General Motors trasferisce la Delco Electronics dalla Hughes Electronics alla sua Delphi Automotive Systems. La Delphi diventa indipendente nel 1999.
- 1997: Le attività del settore aerospazio e difesa della Hughes Electronics (Hughes Aircraft) vengono fuse con la Raytheon; la Raytheon acquisisce anche metà degli Hughes Research Laboratories
- 2000: La Hughes Space and Communications Company rimasta indipendente fino a questa data, viene comprata dalla Boeing e diventa la Boeing Satellite Development Center. La Boeing compra un terzo degli HRL Laboratories, LLC che a questo punto sono in comproprietà tra Boeing, GM e Raytheon.
- 2003: Le restanti parti della Hughes Electronics: DirecTV, DirecTV Latin America, PanAmSat and Hughes Network Systems sono comprate dalla NewsCorp e rinominate The DirecTV Group.
- Newscorp vende PanAmSat alla Kohlberg Kravis Roberts & Co. (KKR) nell'agosto 2004.
- SkyTerra Communications, Inc. completa l'acquisto del 100% dei suoi interessi nel Hughes Network Systems dal DirecTV Group nel gennaio 2006.
- 2008 James Cameron utilizza le strutture della Hughes Aircraft di Playa Vista per filmare sequenze del film Avatar

## Galleria d'immagini

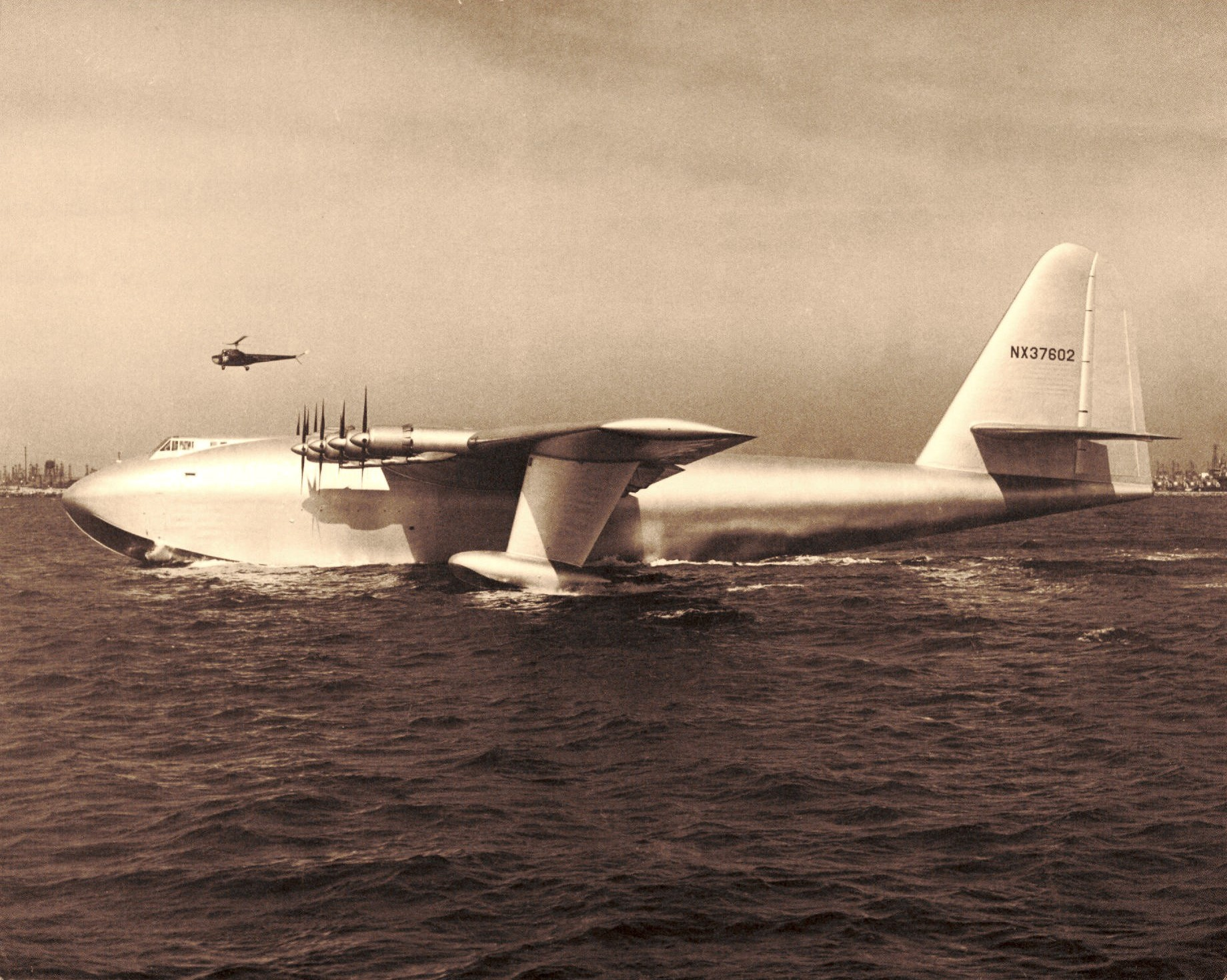
Lo Hughes H-4 Hercules
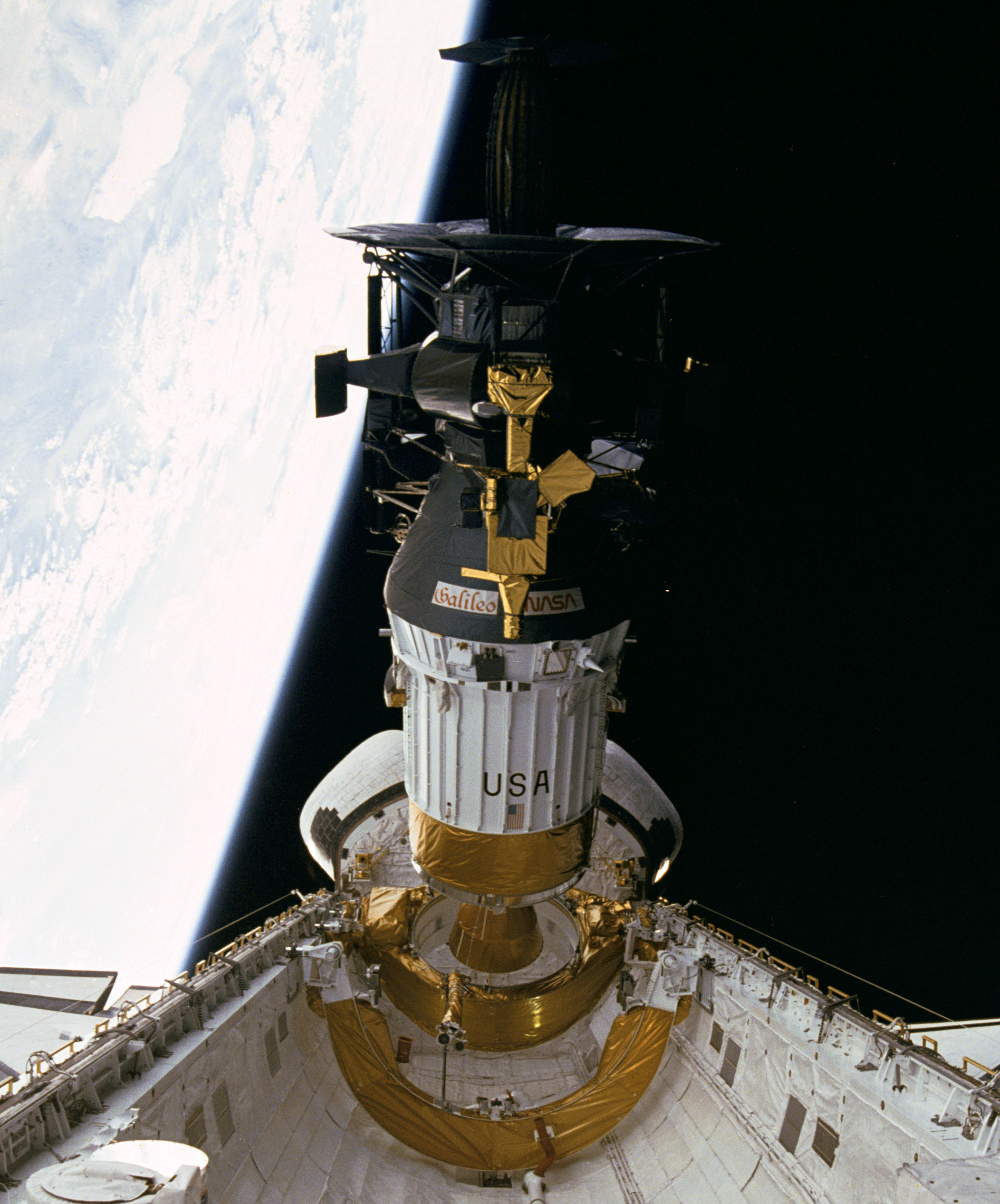
La Sonda Galileo
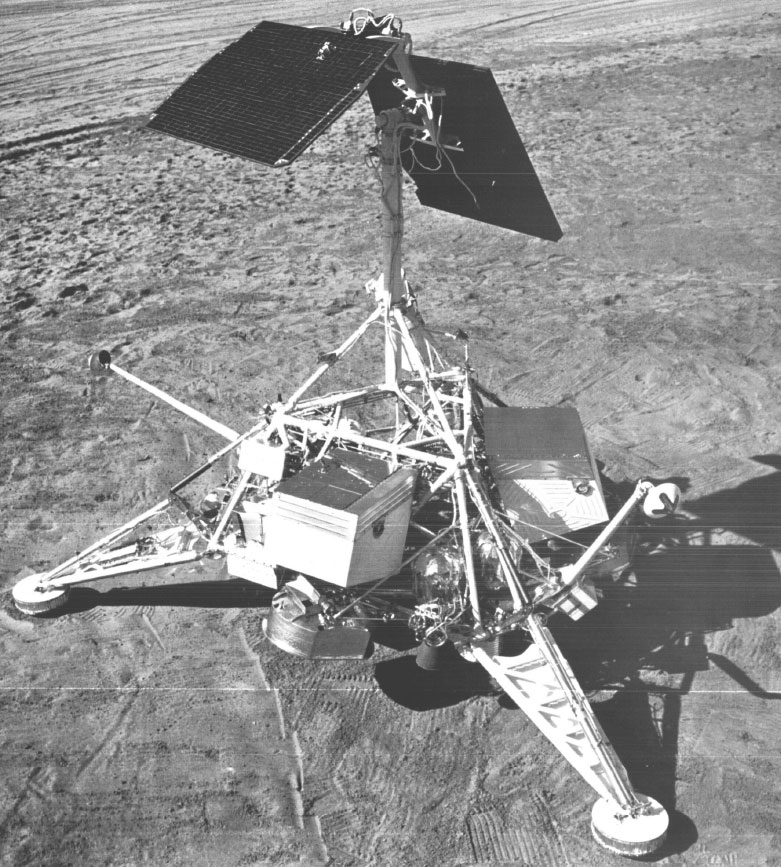
Lo Hughes lunar lander
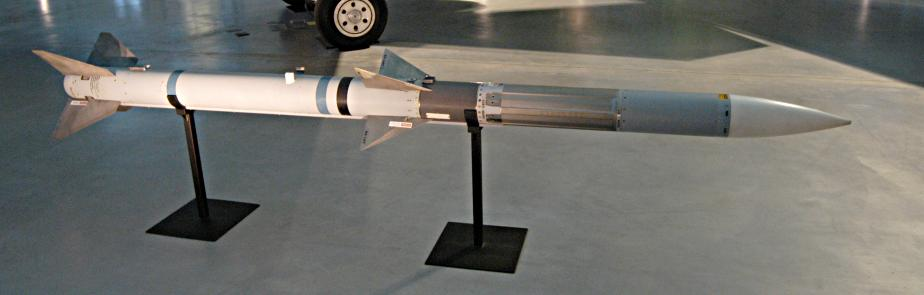
La Hughes Aircraft ha sviluppato lo AIM-120 AMRAAM, uno dei più avanzati missile aria-aria
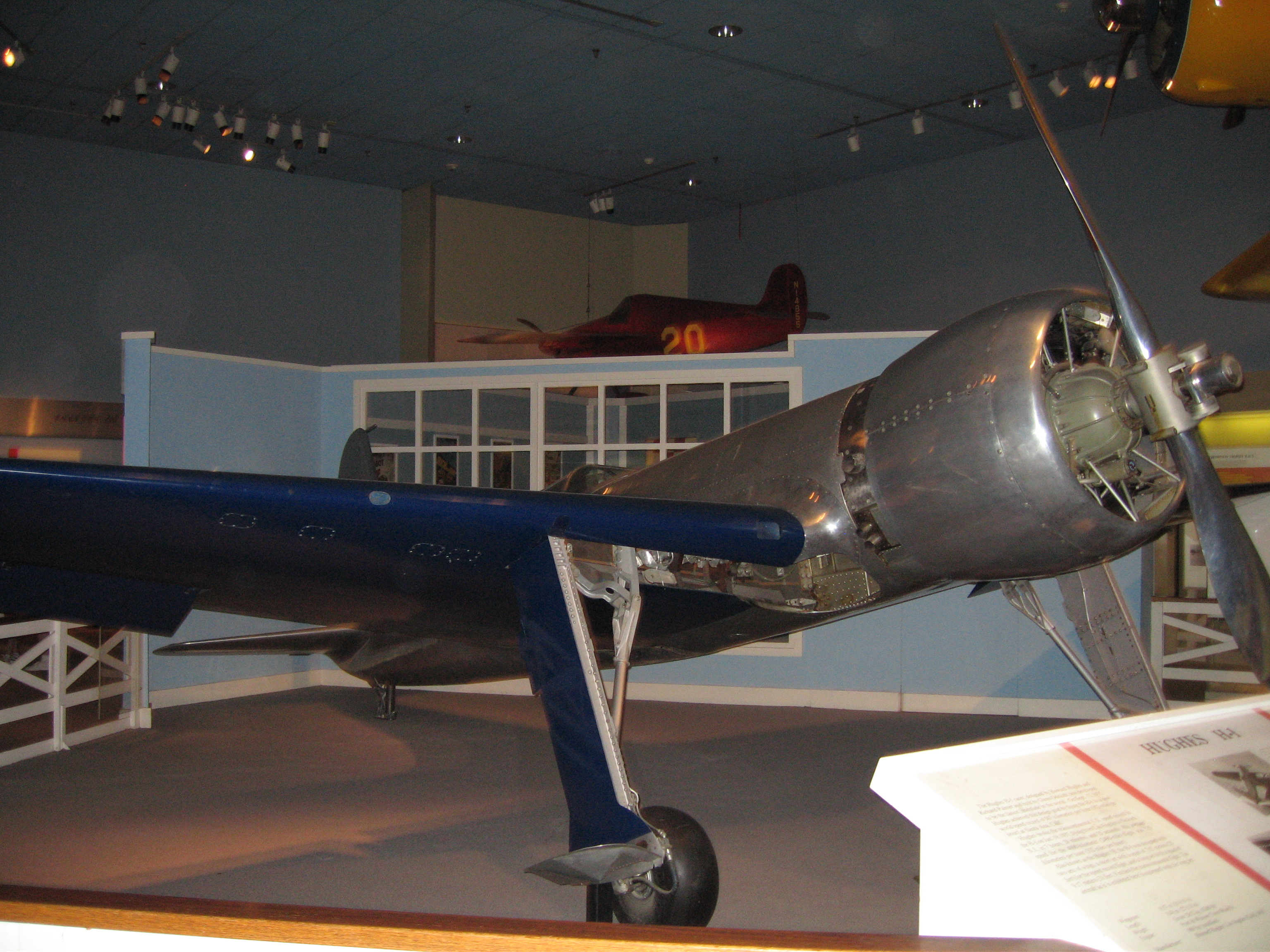
Lo Hughes H-1 Racer